# Pieter Post

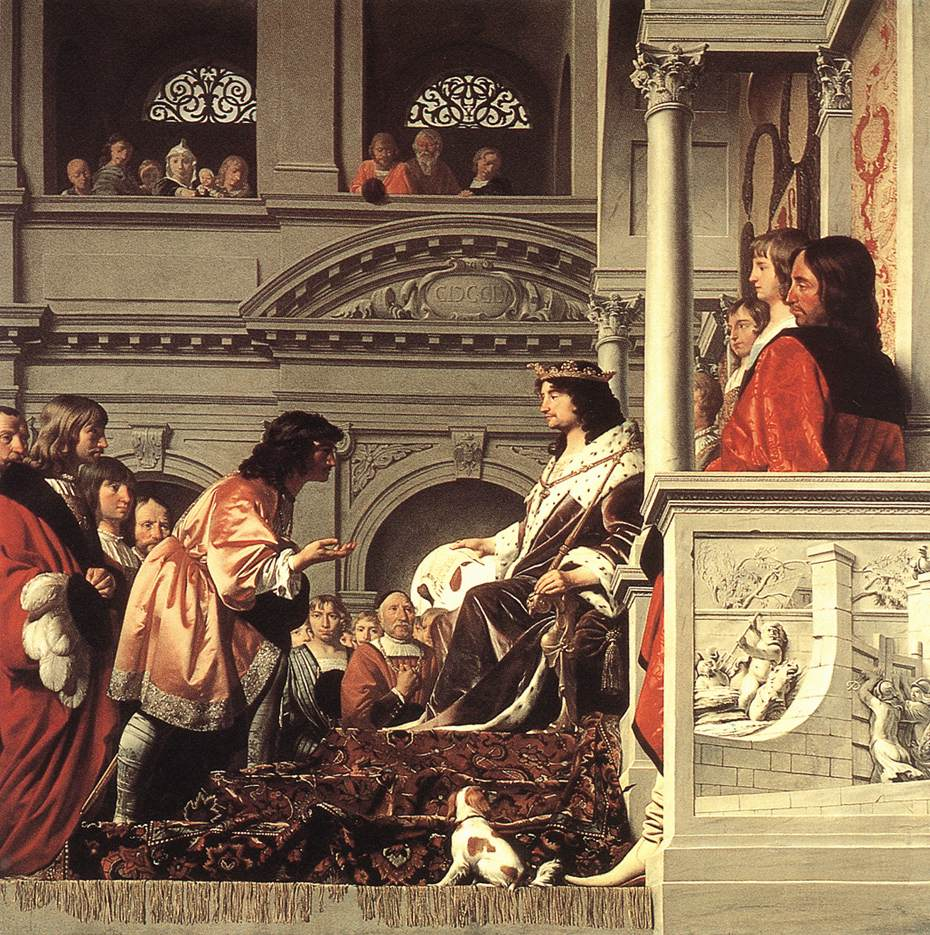

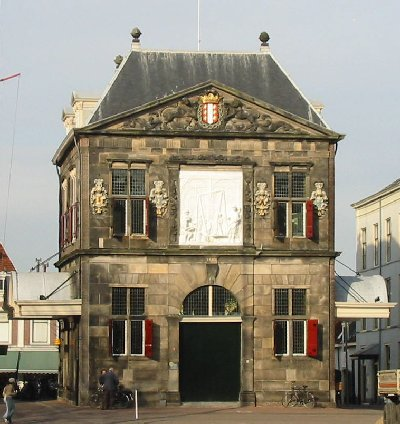

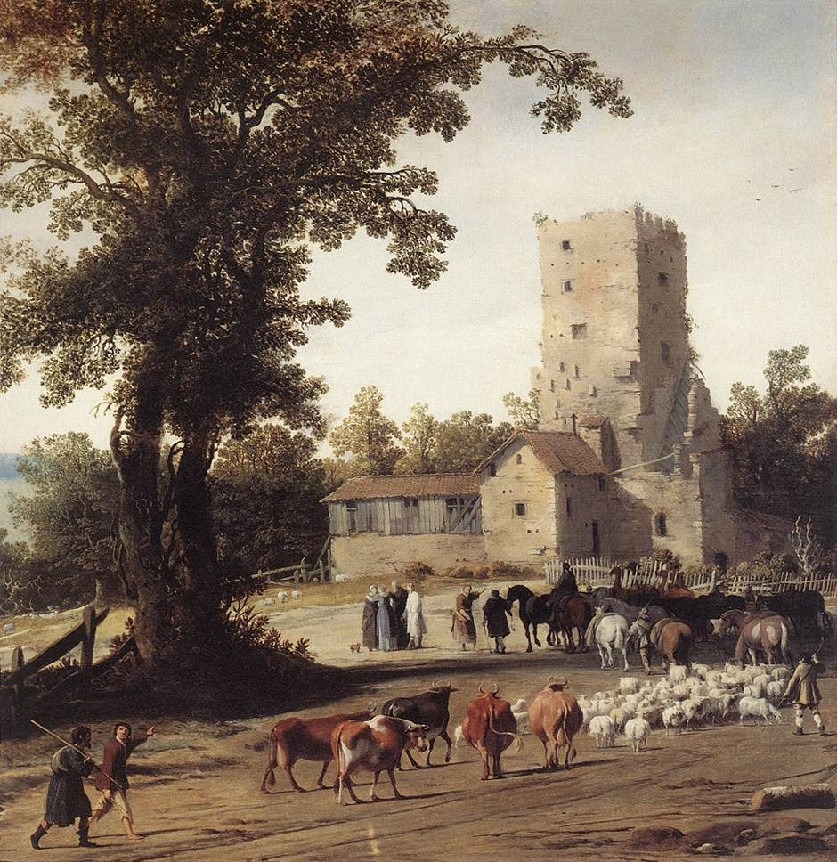

Pieter Post (Hollandia, Haarlem, 1608. május 1. – Hága, 1669. május 8.) holland építész, festő és nyomdász

## Életrajza
Pieter Post a hollandiai Haarlemben született 1608. május 1-én egy üvegfestő fiaként. Testvére: Frans Post festő, gyermeke: Maurits Post.
Hosszú ideig munkatársa volt a holland barokk építészeti stílus megteremtője Jacob van Campen, kivel együtt tervezték a hágai Mauritshuist.
Pieter Post 1623-ban a Haarlemi Szt. Lukács céh tagjává vált, és Stadhouder Frederik Hendrik festője és építésze lett. 1645-től Frederik Hendrik építésze, és Jacob van Campen-nal dolgozott együtt.
Hágában halt meg, 61 évesen. Fiai, Maurits Post építész, Johan Post festő, unokája Rachel Ruysch híres virágfestő lett.

## Fontosabb munkái
- Huis Dedel (Hága, 1642)
- Huis Prinsessegracht (Hága, 1643)
- Huis ten Bosch (Hága, 1645-1650)
- Gemeenlandshuis Zwanenburg (Halfweg, 1645-1648)
- Huis De Onbeschaamde (Dordrecht, 1649-1653)
- Gebouw van de Staten van Holland (Hága, 1652-1657)
- Johan de Witt Huis (Hága, 1655)
- De Waag (Leiden, 1657-1658)
- Stadhuis (Maastricht, 1659-1685)
- Kruithuis (Delft, 1659-1662)
- Hofje van Nieuwkoop (Den Haag, 1660)
- Torendeel van Lambertuskerk Burenben 1661-1662
- Kasteel Heeze (Heeze, 1662-1665)
- Hervormde Kerk (Bennebroek, 1662-1680)
- Kerk van Stompetoren 1663
- Kaaswaag (Gouda, 1668)

## Galéria

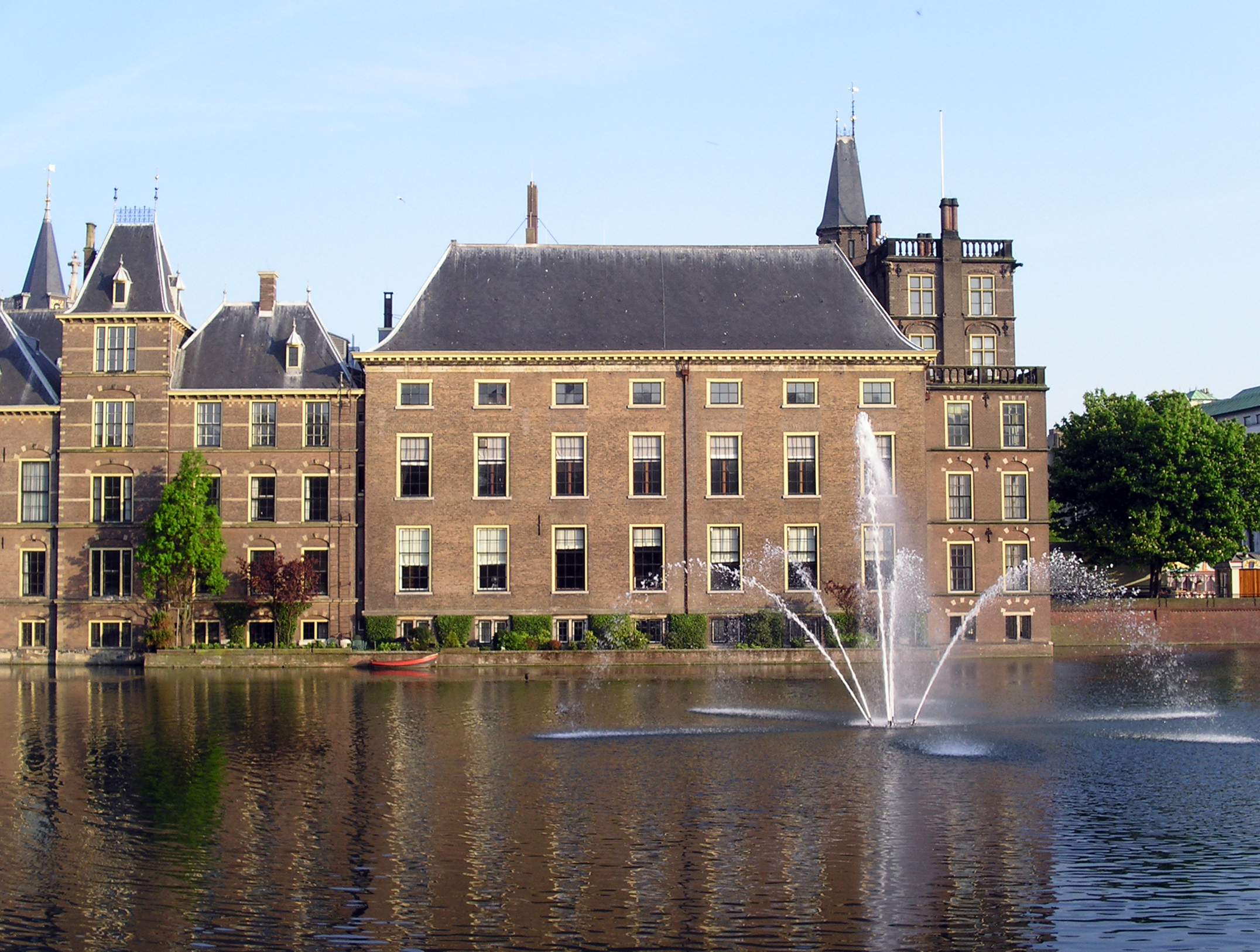
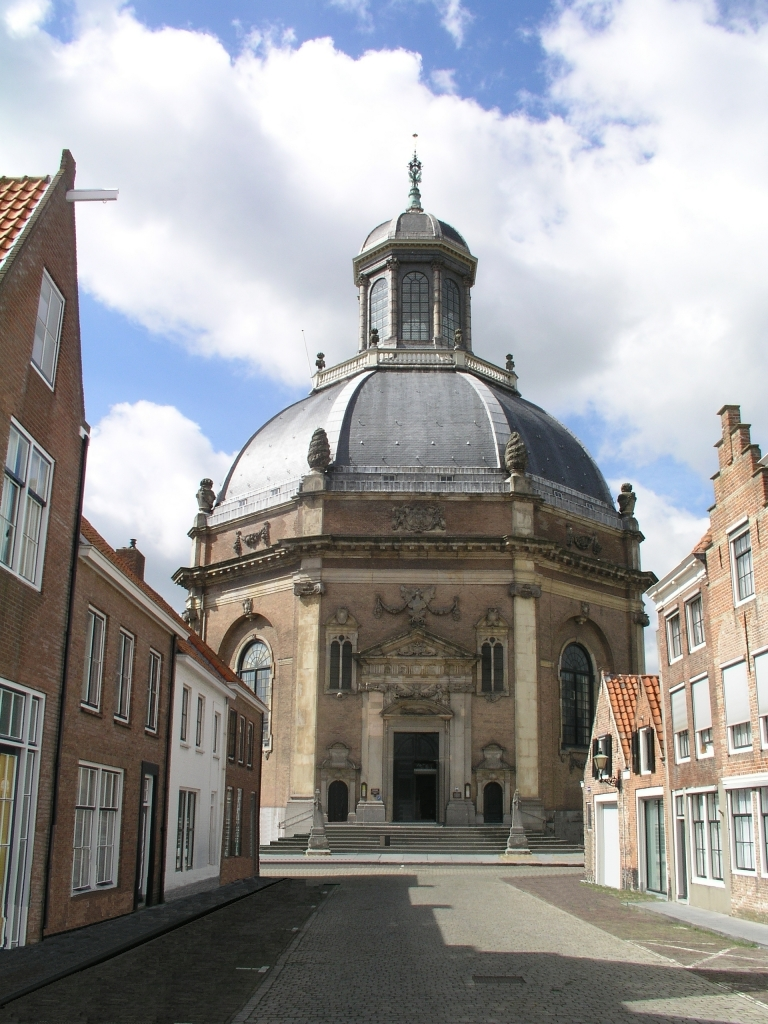
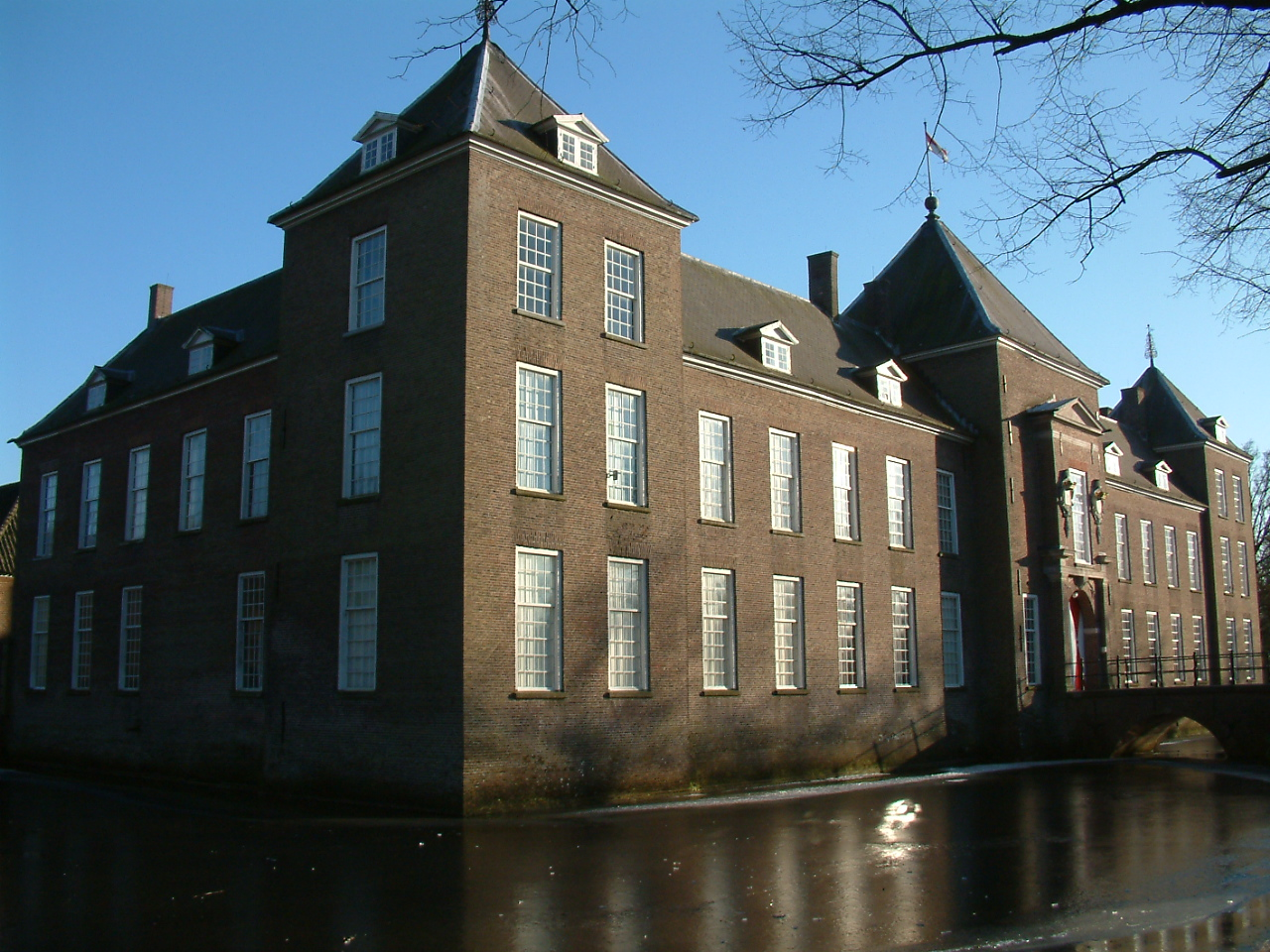
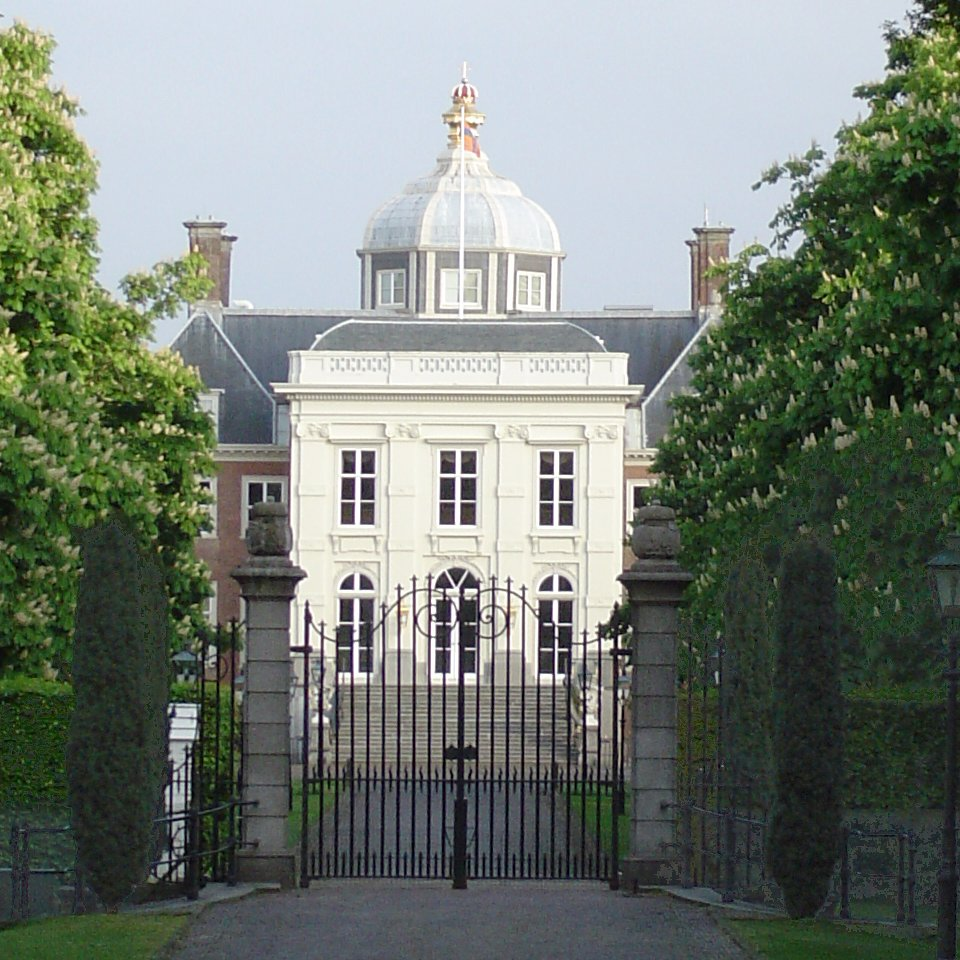
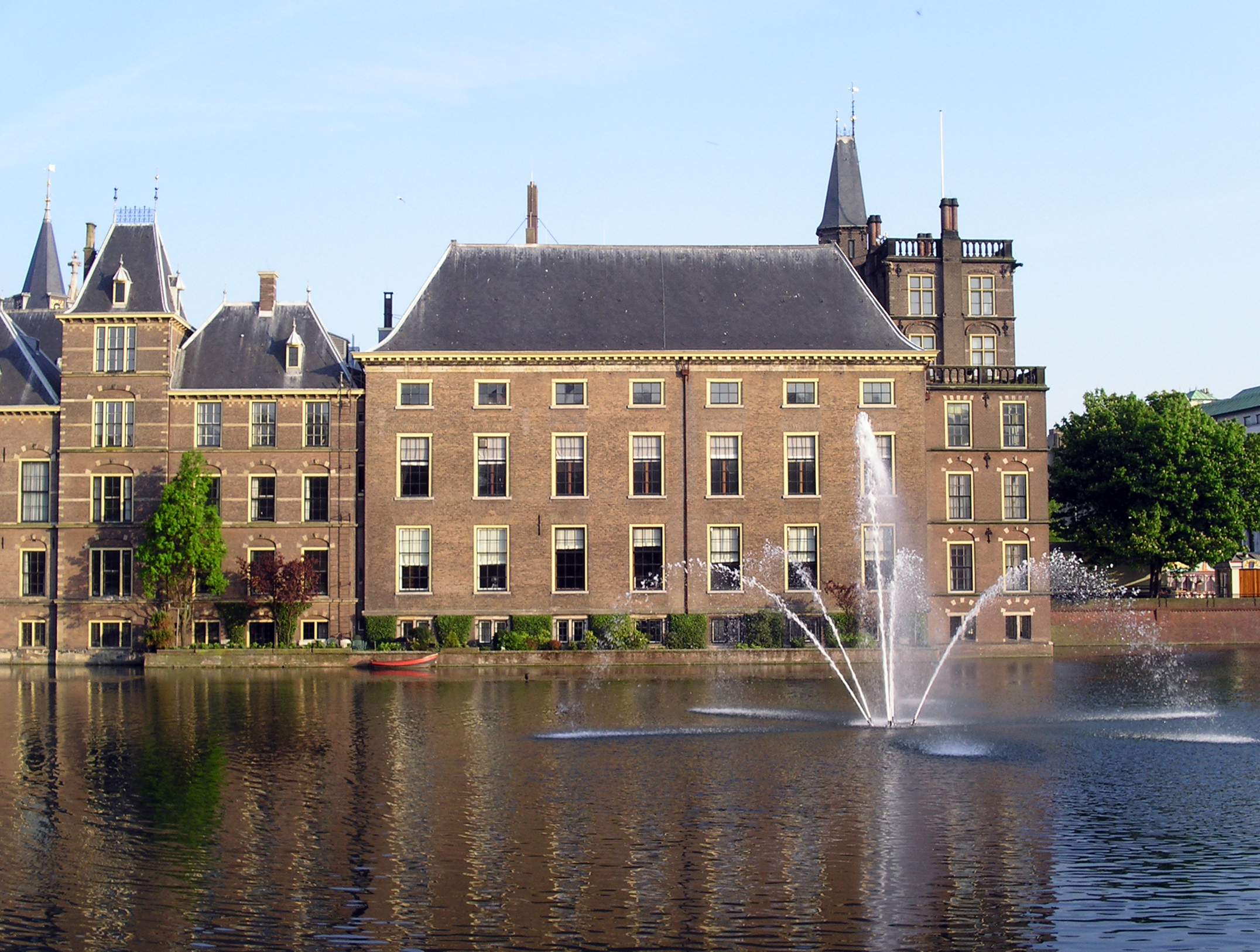